# Línea Bobadilla-Granada
La línea Bobadilla-Granada, también conocida en sus últimos tiempos como la línea Fuente de Piedra-Granada, fue una línea férrea española de 130 km de longitud, que discurría por las provincias andaluzas de Málaga y Granada. Siguiendo la catalogación de Adif, se trataba de la línea «426».
Inaugurada en 1874 como un ramal de la línea Córdoba-Málaga, la construcción corrió a cargo del empresario Jorge Loring. Con posterioridad la línea pasó a manos de la Compañía de los Ferrocarriles Andaluces y de la estatal RENFE, llegando a estar en servicio durante un siglo y medio. El trazado permitió la conexión ferroviaria de Granada con Andalucía occidental, rompiendo el tradicional aislamiento geográfico de la zona. La falta de inversiones en las infraestructuras y la reducción de los tráficos llevó a que el trazado entrase en declive en el último tercio del siglo XX.
Durante la última época por sus vías circulaba un tráfico de carácter regional. La línea Fuente de Piedra-Granada fue cerrada a la circulación en 2015 con motivo de la construcción de la línea de alta velocidad Antequera-Granada, siendo reaprovechada parcialmente para la adaptación de algunos tramos al nuevo trazado. Como consecuencia de ello, quedó alterada la traza de la línea original. Solo se han mantenido intactos los tramos Fuente de Piedra-Bifurcación Riofrío y Bifurcación Tocón-Bifurcación La Chana, que se han convertido en las líneas 460 y 464 de Adif, respectivamente.

## Historia

### Construcción y evolución
La línea surgió como un ramal de la línea Córdoba-Málaga que llevaría el ferrocarril a la ciudad de Granada. Los derechos de explotación pertenecían originalmente a José de Salamanca, que en 1863 llegó a un acuerdo con el empresario malagueño Jorge Loring —propietario de la Compañía del Ferrocarril de Córdoba a Málaga— para cedérselos. Los trabajos comenzaron poco después y al principio avanzaron a un buen ritmo. Para agosto de 1865 se había terminado el tramo Bobadilla-Antequera, y en diciembre de 1866 ya esta finalizado el tramo Loja-Granada. Sin embargo, las obras se retrasarían como consecuencia de la complicada orografía que imperaba en la zona, no terminándose la sección Antequera-Archidona hasta 1869. El tramo Riofrío-Loja quedó fue abierto al servicio el 17 de mayo de 1874, tras lo cual la línea quedó completada. En 1877 la línea pasó a manos de la recién creada Compañía de los Ferrocarriles Andaluces, empresa de la que Loring era uno de los fundadores. Esto supuso que el trazado entre Bobadilla y Granada tuviera conexión con otras líneas que formaban parte de la red de «Andaluces». La línea alcanzaba Granada en una estación terminal.
En 1904 llegó a la ciudad un segundo ferrocarril, la línea Moreda-Granada, de la Compañía de los Caminos de Hierro del Sur de España. La conexión entre ambas se realizó a través de un ramal que fue inaugurado en 1907, quedando así la línea de Bobadilla conectada con el resto de Andalucía oriental.

### Explotación
En 1936, durante la Segunda República, «Andaluces» fue incautada por el Estado debido a sus problemas económicos, y asignada la gestión de sus líneas férreas a la Compañía Nacional de los Ferrocarriles del Oeste. En 1941, con la nacionalización de toda la red ferroviaria española, la línea Bobadilla-Granada pasó a manos de la Red Nacional de los Ferrocarriles Españoles (RENFE).
Bajo gestión de RENFE no se realizaron grandes inversiones en el trazado, limitándose principalmente a las labores de mantenimiento. Durante las siguientes décadas la explotación de la línea se dedicó principalmente a trenes regionales en Andalucía, así como conexiones con la Meseta y el Levante. En 1984-1985 se produjo un cierre masivo de líneas de ferrocarril deficitarias en el que se vio amenazado este ferrocarril centenario. No obstante, la Junta de Andalucía se comprometió a invertir en la línea, tanto a través de la subvención de servicios como actuando sobre la infraestructura. En 1994 entró en servicio una prolongación de la línea hacia la estación de Fuente de Piedra, donde enlazaba con la línea Utrera-Fuente de Piedra. Esta actuación buscaba establecer una conexión más directa en los servicios regionales entre Sevilla y Granada. En enero de 2005, con la división de la antigua RENFE en Renfe Operadora y Adif, la línea pasó a depender de esta última.
A principios de los años 2000 la Junta de Andalucía renovó el tramo Loja-Tocón, con un nuevo trazado, preparándalo para una futura conversión de la línea a la alta velocidad. En 2005 se inauguró el tramo Córdoba-Antequera de la línea de alta velocidad Córdoba-Málaga, lo que provocó un gran cambio de configuración en el entorno de la estación de Bobadilla. Para la nueva línea de alta velocidad se construyó la estación de Antequera-Santa Ana y un cambiador de ancho de vía para los trenes procedentes de otras líneas de ancho ibérico. La línea Fuente de Piedra-Granada comenzó entonces a ser utilizada por trenes de larga distancia, los Altaria, entre Granada y Madrid-Atocha.

### Reconversión
En 2015 se clausuró la línea al tráfico ferroviario debido a la construcción de la línea de alta velocidad Antequera-Granada, que reaprovechó parte del trazado tradicional. Como consecuencia de estos trabajos, ello supuso que los tramos Bifurcación Riofrio-Bifurcación Tocón y Bifurcación La Chana-Granada quedaran integrados como parte del nuevo ferrocarril de alta velocidad, con ancho mixto. Por su parte, los tramos Bifurcación Riofrío-Fuente de Piedra y Bifurcación Tocón-Bifurcación La Chana se hayan mantenido intactos, convirtiéndose en las líneas 460 y 464 de Adif, respectivamente. Como consecuencia de ello, el ente Adif eliminó la línea Fuente de Piedra-Granada de la red ferroviaria de interés general en su declaración de red de 2019.

## Trazado y características
La línea Fuente de Piedra-Granada era un ferrocarril convencional de ancho ibérico (1.668 mm), de vía única y estaba sin electrificar. En su orígenes llegó a tener una longitud de 122,3 kilómetros. La cabecera histórica de la línea estuvo situada en la estación de Bobadilla, donde enlazaba con otros trazados ferroviarios de Andalucía. No obstante, en la década de 1990 se construyó una prolongación y la estación de Fuente de Piedra se convirtió en el nuevo inicio. El empalme entre el antiguo trazado y la nueva sección se hacía a través de la Bifurcación Las Maravillas, situada en el punto kilométrico 3,3. 
Algunos tramos de la línea presentaban una especial dificultad debido a la orografía de la zona, lo que supuso que hubiera numerosos puentes, túneles o trincheras. Esto también supuso la existencia de un trazado muy sinuoso en algunos tramos, en el que imperaban curvas pronunciadas. La rampa característica máxima era de 27 milésimas. Disponía de Bloqueo telefónico y señalización mecánica. No disponía del sistema de telecomunicación Tren-tierra, pero sí de ASFA. La velocidad máxima autorizada era de 140 km/h en los tramos Granada-Tocón y Loja-Fuente de Piedra, y de 160 km/h en el tramo Tocón-Loja, aunque existían numerosas limitaciones de velocidad inferiores a lo largo de la línea.

## Tráfico
En comparación con otras líneas de la región, la línea Bobadilla-Granada históricamente tuvo un tráfico relativamente bajo. La mayor parte de sus servicios de pasajeros eran de carácter regional, enlazando la ciudad nazarí con otras poblaciones andaluzas, mientras que el movimiento de mercancías fue pequeño. Durante muchos años por sus vías llegó a circular el conocido coloquialmente como Corto de Loja, que enlazaba Granada con el municipio de Loja. 
En sus últimos años de existencia la mayor parte de los convoyes que usaban su trazado se correspondían a servicios de Media Distancia, en especial las líneas 68 y 70, aunque también circulaban cierto número de servicios de Larga Distancia que la enlazaban con Madrid y la Meseta, así como servicios de mercancías. Según datos del año 2008, la línea recibió entonces una media de 133 circulaciones semanales; 28 de Larga Distancia, 99 de Media Distancia, 4 de mercancías y 2 de servicio.